# 더 서머 셋
더 서머 셋(The Summer Set)은 미국의 팝 밴드이다.